# Rio Deju
O Rio Deju é um rio da Romênia, afluente do Putna, localizado no distrito de Vrancea.